# Xian de Shangyi
Le xian de Shangyi (尚义县 ; pinyin : Shàngyì Xiàn) est un district administratif de la province du Hebei en Chine. Il est placé sous la juridiction de la ville-préfecture de Zhangjiakou.

## Démographie
La population du district était de 190 059 habitants en 1999.